# 1655 Comas Solá
För andra betydelser, se Comas Sola.
1655 Comas Solá eller 1927 WG är en asteroid i huvudbältet, som upptäcktes 28 november 1929 av den spanske astronomen Josep Comas i Solà vid Observatori Fabra i Barcelona. Den har fått sitt namn efter sin upptäckare.
Asteroiden har en diameter på ungefär 48 kilometer.